# مولی و مبارک
مولی و مبارک یک مستند استرالیایی محصول سال ۲۰۰۳ به کارگردانی تام زوبریکی است. این فیلم داستان یک پناهجوی هزاره، به نام مبارک طاهری ۲۲ ساله را دنبال می‌کند که عاشق مولی رول ۲۵ً ساله می‌شود و با نزدیک شدن به پایان مهلت ویزای موقت خود، با اخراج احتمالی روبرو می‌شود. این فیلم در سال ۲۰۰۳، نامزد بهترین مستند در جوایز IF شد.